# 烟草法案 (加拿大)
烟草法案（亦被称为“法案C-71”）是一项加拿大于1997年通过，规制监管烟草生产及销售的法律。烟草法案替代了1994年的《向未成年人售烟法案》以及1989年的《烟草生产规制法案》。其于2010年7月5日通过修正案。

## 主要宗旨
烟草法案的主要目的是通过对烟草的生产和销售进行控制以保护加拿大公民的健康。其提高了国民对使用烟草造成的健康隐患的意识。此法案同时通过限定购买年龄以保障未成年人。

## 法案下属规范
烟草（获取）规范
购买烟草的法定年龄各省有所不同。民众在购买烟草产品时可能会被要求出示身份证明已确认年龄。此法案规定，适用的身份证明形式包括驾驶执照、护照、加拿大永久居留证明、加拿大公民认证（需要签名）或者加拿大军方识别卡。除此之外由省级机关、联邦机关及外国政府签发的，带有签名、照片和出生日期的身份证明也同样可被接受。
另外，所有烟草零售商都必须在烟草产品的附近放置一个标牌。标牌必须严格遵照此法案的规格。其必须被放置在一个可见的位置，其表面大小不得小于600平方厘米，其上应印有以下文字：
```
   "It is prohibited by federal law to provide tobacco products to persons under 18 years of age. 
   Il est interdit par la loi fédérale de fournir des produits du tabac aux personnes âgées de moins de 
   18 ans.”
[
4
]
```

（译：联邦法律禁止18岁以下自然人购买烟草产品）
烟草产品标识规范
所有烟草产品必须使用清晰可见的英语或者法语（加拿大官方语言）进行标识。包装上必须注明有关于健康的警告和有毒物排放的信息，使用文字或者图片及文字。这些信息必须被表示在包装上表面积最大，相对的两面上以及盒盖上。这些标识也可通过在使用产品时可见的传单形式。
烟草产品和部件促销规范
烟草法案禁止一切使用“light”（轻量）和“mild”（温和）两词汇的烟草产品促销和宣传。此规定适用于烟草产品、包装和部件。如果包装上有“light”和“mild”出现零售商将被禁止展示这些商品。
香烟燃尽倾向规范
烟草法案规定所有于2005年10月1日后生产的所有生产商的香烟都必须被生产商测试其燃尽比率不得超过25%。这项测试使用十层的滤纸进行测试，测试中的每支香烟都必须为同一品牌。